# Przejście graniczne Kasprowy Wierch
Przejście graniczne Kasprowy Wierch – polsko-czechosłowackie piesze przejście graniczne położone w województwie małopolskim, w powiecie tatrzańskim, w rejonie szczytu Kasprowy Wierch, w Tatrach Zachodnich, zlikwidowane w 1964.

## Opis
Przejście graniczne dla ruchu turystycznego Kasprowy Wierch – zostało utworzone 3 stycznia 1962. Dopuszczony był ruch osobowy turystyczny. Czynne było w godz. 8.00-19.00 w okresie od 15 maja do 30 września. Organy Wojsk Ochrony Pogranicza wykonywały odprawę graniczną i celną. Kontrolę graniczną i celną osób oraz towarów wykonywała Strażnica WOP Zakopane. 
Zostało zlikwidowane 18 września 1964.